# Jungfrau Maleen
Jungfrau Maleen ist ein Märchen (ATU 870). Es steht in den Kinder- und Hausmärchen der Brüder Grimm ab der 6. Auflage von 1850 an Stelle 198 (KHM 198) und stammt aus Karl Müllenhoffs Sammlung Sagen, Märchen und Lieder der Herzogthümer Schleswig, Holstein und Lauenburg von 1845.

## Inhalt

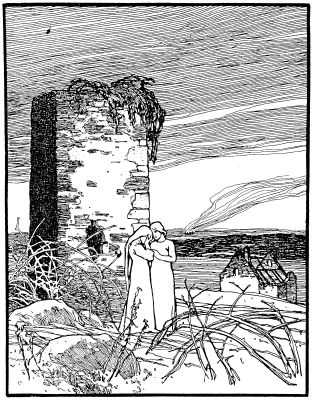
Illustration von Otto Ubbelohde, 1909

Eine Prinzessin namens Jungfrau Maleen und ein Prinz lieben sich und wollen heiraten. Ihr Vater will sie jedoch einem anderen geben, und weil sich Maleen seiner Absicht widersetzt, lässt der König sie und ihre Zofe für sieben Jahre in einem Turm einmauern. Als nach Ablauf der Frist die Nahrung ausgeht und niemand sie herauslässt, befreien sich die beiden Jungfrauen aus dem Turm und finden das Reich zerstört. Sie wandern fort und ernähren sich von Brennnesseln.
Am Hof ihres Geliebten findet die Jungfrau Maleen schließlich unerkannt eine Anstellung als Magd.
Der Prinz steht kurz vor der von seinem Vater arrangierten Hochzeit mit einer bösen und hässlichen Braut. Diese schämt sich ihres Aussehens so sehr, dass sie Jungfrau Maleen zwingt, heimlich an ihrer Stelle das Brautkleid anzuziehen und sie bei der Trauung zu vertreten. Auf dem Hochzeitszug spricht Maleen zu einer Brennnessel, zum Kirchensteg und zum Kirchentor und deutet so an, die falsche Braut zu sein. Auf die Frage des Prinzen antwortet sie, sie habe nur an die Jungfrau Maleen gedacht. Er hängt ihr als Geschenk ein Geschmeide um. Als abends die verschleierte hässliche Braut zu ihm geführt wird, fragt er erneut nach ihren rätselhaften Worten. Die hässliche Braut entschuldigt sich dreimal mit der Behauptung, ihre Magd würde ihre Gedanken tragen, und erzwingt dann die richtigen Antworten von Maleen. Zuletzt fragt der Prinz nach dem Geschmeide, das Jungfrau Maleen für sich behalten hat. Die hässliche Braut gibt daraufhin die Vertauschung zu und will Jungfrau Maleen köpfen lassen, aber der Prinz kommt und erkennt sie. Sie werden zusammen glücklich, die hässliche Braut wird geköpft.

## Stilistische Besonderheiten

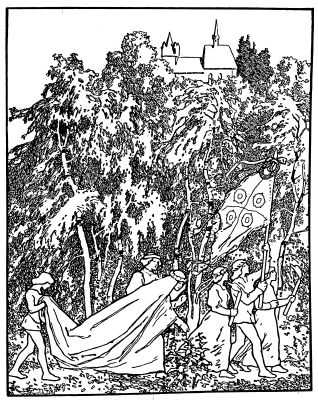
Illustration von Otto Ubbelohde, 1909

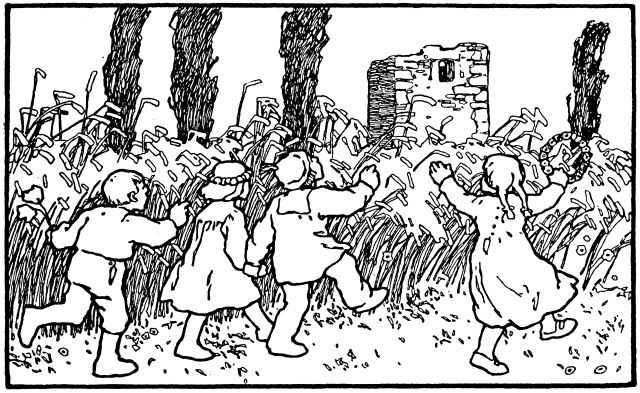
Illustration von Otto Ubbelohde, 1909

Der sonst auf Hochdeutsch abgedruckte Text enthält einige Formeln in der Niederdeutschen Sprache. So sagt Jungfrau Maleen auf dem Weg zur Kirche:
Brennettelbusch, (Brennesselbusch,)
Brennettelbusch so klene, (Brennesselbusch so klein,)
Wat steist du hier allene? (Was stehst du hier allein?)
Ik hef de Tyt geweten, (Ich habe die Zeit gewusst (= ich kann mich an die Zeit erinnern),)
Da hef ik dy ungesaden, (Da hab ich dich ungesotten,)
Ungebraden eten. (Ungebraten gegessen.)
Karkstegels, brik nich, bün de rechte Brut nich. (Kirchentreppe, brich nicht, bin die rechte Braut nicht)
Karkendär, brik nich, bün de rechte Brut nich. (Kirchentür, brich nicht, bin die rechte Braut nicht)
Die falsche Braut hilft sich gegen die Fragen des Prinzen mit dem Satz:
Mut heruet na myne Maegt, (Muss heraus nach meiner Magd,)
De my myn Gedanken draegt. (Die mir meine Gedanken trägt)
Der Text endet mit einem Gedicht, das Kinder am verlassenen Turm der Jungfrau Maleen singen:
kling, klang kloria,
wer sitt in dissen Toria?
Dar sitt en Königsdochter in,
Die kann ik nich to seen krygn.
De Muer, de will nich bräken,
De Steen, de will nich stechen.
Hänschen mit de bunte Jak,
Kumm unn folg my achterna.

## Herkunft

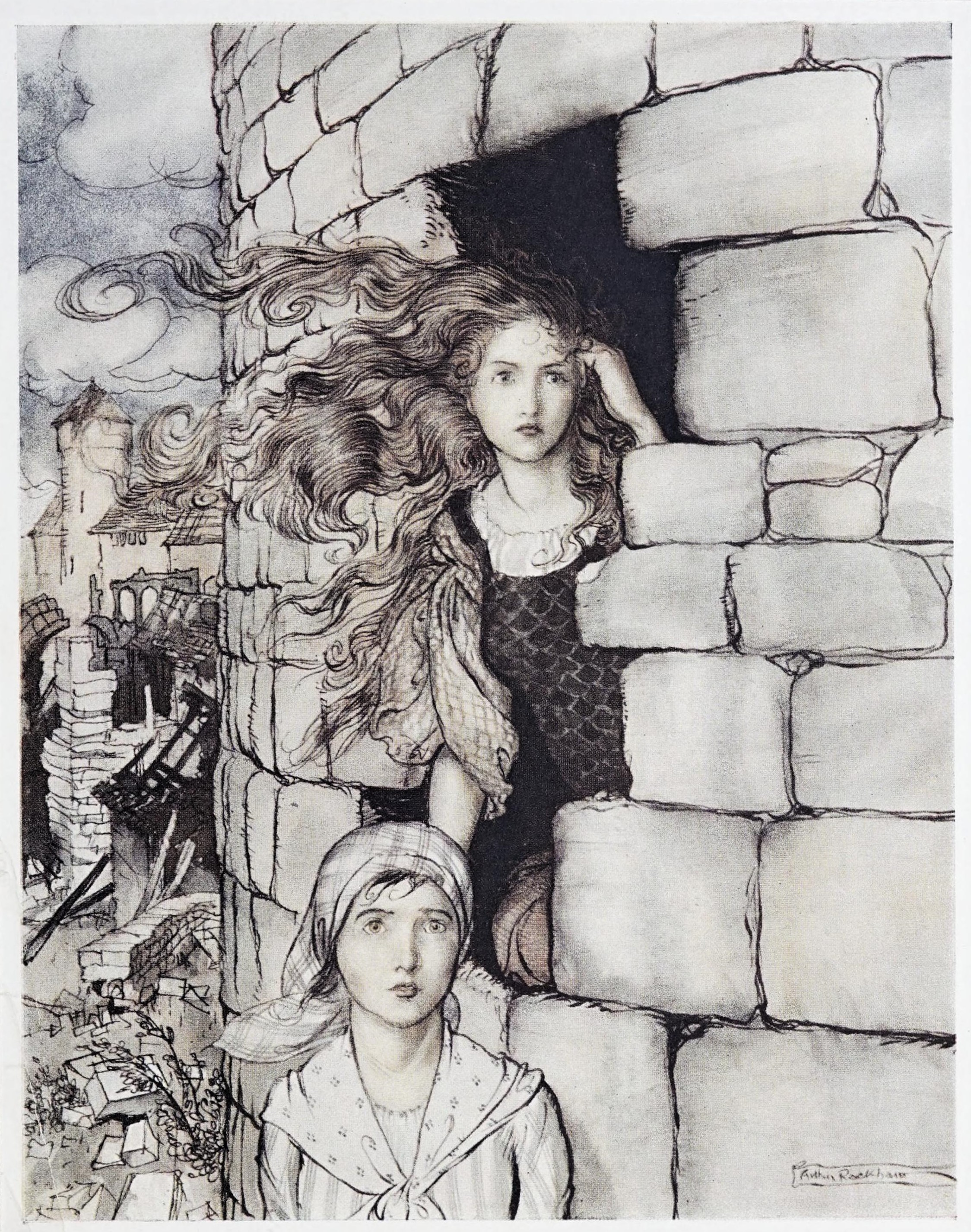
Illustration von Arthur Rackham, 1917

Jungfer Maleen stammt laut Karl Müllenhoffs Sammlung Sagen, Märchen und Lieder der Herzogthümer Schleswig, Holstein und Lauenburg (1845) aus Meldorf. Die Brüder Grimm übernahmen es für ihre Kinder- und Hausmärchen ab der 6. Auflage (1850) als Nummer 198 Jungfrau Maleen. Sie veränderten den Wortlaut, z. B. lassen sich im Original die Mädchen vom Turm hinab (anstatt zu springen). Das Schlussgedicht wird als mutmaßlich auf ein solches Märchen bezogen separat berichtet, mit folgender Variante ab Zeile 5:
Nä, Mutter, schaet ni’, baet ni’:
Steen unn Been verlaet my;
Kumt de olle bunte Rock
Unn faet my achter an.
Das möglicherweise aus einer Sage entstandene Märchen kommt fast nur in Skandinavien vor, wo die Gegnerschaft auch immer in Reimsprüchen ausgetragen wird, so in Die Prinzessin in der Erdhöhle in Waldemar Liungmans Sammlung Weißbär am See, Schwedische Volksmärchen, Nr. 24. Man spricht von der Königstochter in der Erdhöhle, was mit in Dänemark gefundenen, unterirdischen Kammern und der Sage vom Seeräuber Gunnar in Verbindung gebracht wird.

## Vergleiche

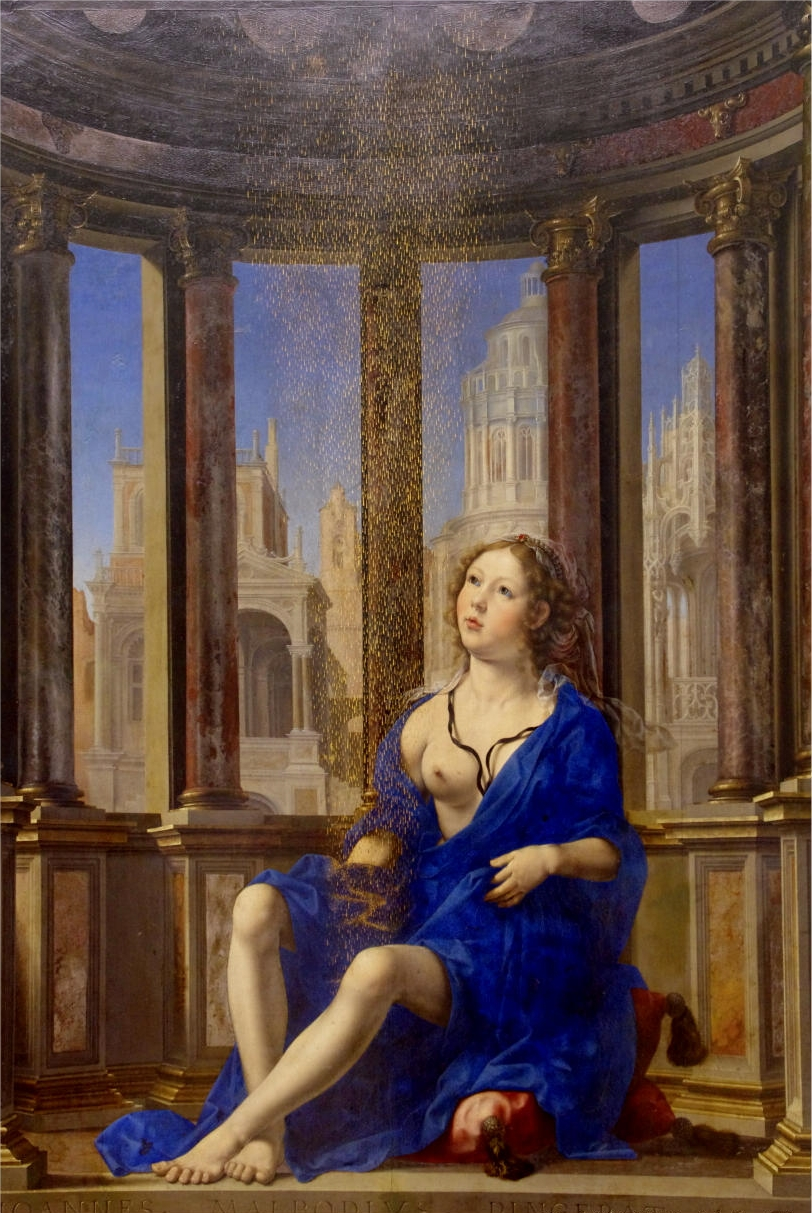
Danaë im Turm (Jan Mabuse, 1527)

Die einsame treue Jungfrau, die sich hier mit der Schuttpflanze Brennnessel vergleicht, entspricht vielen anderen Märchen. Das Motiv der Jungfrau im Turm entspricht dem griechischen Mythos von Danaë sowie der christlichen Legende der Heiligen Barbara und kommt auch in KHM 12 Rapunzel, KHM 69 Jorinde und Joringel, KHM 76 Die Nelke vor. Beim Namen Maleen ist wohl auch an Maria Magdalena gedacht (vgl. KHM 76 Die Nelke). Auch die falsche Braut, die keine eigenen Gedanken hat (KHM 13, 21, 65, 89, 135, 186), lädt besonders zu tiefenpsychologischen Deutungen ein. Laut Hedwig von Beit bedeutet es, dass im Grunde wesensfremde Einstellungen, unterstützt von der äußeren Umgebung und Gewohnheit, als richtig erscheinen, die aber doch nicht bestehen können. Von Beit nennt noch De Könisdochter in'n Keller in Plattdeutsche Märchen. Ortrud Stumpfe sieht ein langes waches Schweigen durch alle schönen und schmerzhaften Erfahrungen hindurch.
Dass der Prinz um den Gefängnisturm seiner Geliebten herumwandert, steht nicht im Müllenhoff’schen Original. Die Brüder Grimm ergänzten das wohl in Anlehnung an KHM 69 Jorinde und Joringel und KHM 181 Die Nixe im Teich, ebenso den Namen „Aschenputtel“ für die Küchenhilfe. Umgekehrt könnte das Märchen bereits im Einfluss früherer Ausgaben der Kinder- und Hausmärchen stehen. Ähnliche Märchen wären:
- Jungfrau im Turm: KHM 12 Rapunzel, KHM 69 Jorinde und Joringel, KHM 76 Die Nelke; in Giambattista Basiles Pentameron III,3 Viso.
- falsche Braut: KHM 13 Die drei Männlein im Walde, KHM 21 Aschenputtel, KHM 65 Allerleirauh, KHM 89 Die Gänsemagd, KHM 135 Die weiße und die schwarze Braut, KHM 186 Die wahre Braut.

## Wirkung
Maurice Maeterlinck schrieb in freier Abwandlung der Märchenmotive 1889 das Bühnenwerk La Princesse Maleine, wo sich vor der Folie des Märchens von der Jungfrau Maleen eine mystische Tragik der Resignation dramatisch entrollt. In den deutschen Übersetzungen von Friedrich von Oppeln-Bronikowski von Stefan Gross heißt Maeterlincks Stück Prinzessin Maleine. Nach der Vorlage des Stücks von Maeterlinck verfasste Lili Boulanger eine Oper La Princesse Maleine, die, obwohl Fragment geblieben, den Märchenstoff zur Inspirationsquelle interessanter musik-kompositorischer Neuerungen machte.
Börries von Münchhausen schrieb 1910 eine Ballade vom Brennesselbusch, die offenbar auf dem Märchen beruht. Die Märchensammlerin Sigrid Früh wurde persönlich von dem Märchen beeinflusst, das sie als Kind im Luftschutzkeller hörte. Die Passage mit der vertauschten Braut beim Kirchgang und die Gespräche zu Brennnessel, Kirchentreppe und Kirchentor sowie das schlussendliche Geständnis der Braut wurden in dem DEFA-Märchenfilm Rapunzel oder der Zauber der Tränen verwendet. Holger Teschke produzierte 2003 ein Kinderhörspiel. Bei den Brüder Grimm Märchenfestspielen in Hanau war Jungfrau Maleen 2005 im Programm. Shannon Hales Book of a Thousand Days basiert auf dem Märchen. Auch im Manga Ludwig Revolution kommt Jungfrau Maleen vor. 
Günter Eich dichtete:
Brüder Grimm
Brennesselbusch.
Die gebrannten Kinder
warten hinter den Kellerfenstern.
Die Eltern sind fortgegangen,
sagten, sie kämen bald.
Erst kam der Wolf,
der die Semmeln brachte,
die Hyäne borgte sich den Spaten aus,
der Skorpion das Fernsehprogramm.
Ohne Flammen
brennt draußen der Brennesselbusch.
Lange
bleiben die Eltern aus.

## Verfilmungen
- 1988: Rapunzel oder Der Zauber der Tränen, DEFA-Märchenfilm, enthält Motive des Märchens
- 2015: Prinzessin Maleen, Deutschland, Märchenfilm der 8. Staffel aus der ARD-Reihe Sechs auf einen Streich mit Cleo von Adelsheim in der Rolle der Maleen.